# ميدالية ديفيد ليفنجستون المئوية
ميدالية ديفيد ل

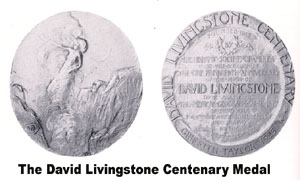
ميدالية

منحت ميدالية ديفيد ليفنجستون المئوية للمرة الأولى في مارس من العام 1913 من قبل الجمعية الإسبانية الأمريكية. احتفالاً بمرور المئوية لميلاد ديفيد ليفينغستون. الميدالية من تصميم قتزن بورغلم من الجمعية الجغرافية الأمريكية وتمنح «للإنجازات العلمية في مجال جغرافيا نصف الكرة الأرضية الجنوبي».

## التاريخ
قاد ليفينغستون بعثة نهر زمبيزي من 1858 إلى 1864. وعاد إلى أفريقيا في عام 1868، إلى زنجبار، حيث اكتشف بحيرة فيكتوريا ونهر لوالابا.

## الفائزون
حصل هؤلاء الأشخاص التالية أسماؤهم على الجائزة في الأعوام المحددة: 
- 1916: دوغلاس ماوسون
- 1917: مانويل فيسينتي باليفيان ، ثيودور روزفلت
- 1918: كانديدو روندون
- 1920: ويليام سبيرز بروس ، الكسندر إتش. رايس
- 1923: توماس تايلور
- 1924: فرانك وايلد
- 1925: لويس ريسو باترون
- 1926: إريك ڤون دريغالسكي
- 1929: ريتشارد إيفلين بيرد
- 1930: لورنس مكينلي قاولد ، خوسيه إم سوبرال
- 1931: هلمار رسير لارسن
- 1935: لارس كريستنسن
- 1936: لينكولن إلسوورث
- 1939:  جون آر ريميل
- 1945: آيسايا بومان
- 1948: فرانك دبنهام
- 1950: روبرت ل. بندلتون
- 1952: كارلوس ديلجادو دي كارفالو
- 1956: جورج ماكوتشين ماكبرايد
- 1958: بول ألمان سيبيل
- 1960: ويليام إي رودولف
- 1965: باسيت ماغواير
- 1966: بريستون إي جيمس
- 1968: ويليام إتش فلبس جونيور
- 1972: أكين إل مابوجونج
- 1985: جيمس جيه بارسونز
- 1987: كالفين ج. هوسر
- 1988: جين إم سونس
- 2001: بيرثا بيكر
- 2018: سوزانا هيشت